# Wallhalben (Verbandsgemeinde)
Wallhalben est une Verbandsgemeinde (collectivité territoriale) de l'arrondissement du Palatinat-Sud-Ouest dans la Rhénanie-Palatinat en Allemagne. Le siège de cette Verbandsgemeinde est dans la ville de Wallhalben.
La Verbandsgemeinde de Wallhalben consiste en cette liste d'Ortsgemeinden (municipalités locales) :

Localisation de la Verbandsgemeinde de Wallhalben dans l'arrondissement de Palatinat-Sud-Ouest

1. Biedershausen
2. Herschberg
3. Hettenhausen
4. Knopp-Labach
5. Krähenberg
6. Obernheim-Kirchenarnbach
7. Saalstadt
8. Schauerberg
9. Schmitshausen
10. Wallhalben
11. Weselberg
12. Winterbach (Pfalz)